# 28276 Filipnaiser
28276 Filipnaiser è un asteroide della fascia principale. Scoperto nel 1999, presenta un'orbita caratterizzata da un semiasse maggiore pari a 2,4066440 UA e da un'eccentricità di 0,1796203, inclinata di 3,51931° rispetto all'eclittica.